# Jordi Vilches i Puigdemont
Jordi Vilches i Puigdemont (Salt, 19 de novembre 1979) és un actor de cinema i televisió català. Ha estudiat interpretació a l'escola de Xavier Gratacós i a l'Escola El Galliner (Girona). Va treballar com a acròbata, pallasso i malabarista fins que Cesc Gay el va contractar el 1999 per fer la pel·lícula Krámpack, per la que fou nominat al Goya al millor actor revelació. Ha treballat a algunes pel·lícules i també per a sèries de televisió, algunes de TV3.

## Filmografia

### Cinema
- El despertar, com a Quim (2020)[4]
- Murieron por encima de sus posibilidades (2014)
- La maniobra de Heimlich (2013)
- La banda Picasso (2012)
- Cuatro estaciones (2010)
- Propios y extraños (2010)
- Spanish Movie (2009)
- 8 citas (2008)
- Diente por un ojo (2007)
- La máquina de bailar (2006)
- Locos por el sexo (2006)
- Siempre Habana (2005)
- Fin de curso (2005)
- El calentito (2005)
- Canciones de invierno (2004)
- Platillos volantes (2003)
- Dos tipos duros (2003)
- El robo más grande jamás contado (2002)
- Guerreros (2002)
- Krámpack (2000)

### Televisió
- El pueblo (2019)
- Benvinguts a la família (2018)
- Snatch (2018)
- El ministerio del tiempo (2016)
- La fuga (2012)
- La sagrada família (TV3) (2011)
- Impares (2008)
- ¡A ver si llego!
- Camps de maduixes
- Aquí no hay quien viva
- Los hombres de Paco